# Flakstadvåg
Flakstadvåg est une localité du comté de Troms, en Norvège.

## Géographie
Administrativement, Flakstadvåg fait partie de la kommune de Torsken.